# Quercus lancifolia
Quercus lancifolia Schltdl. & Cham. – gatunek rośliny z rodziny bukowatych (Fagaceae Dumort.). Występuje naturalnie na obszarze od Meksyku po Panamę. 

## Rozmieszczeni geograficzne
Rośnie naturalnie na obszarze od meksykańskich stanów Veracruz i Chiapas przez Belize, Gwatemalę, Salwador, Honduras, Nikaraguę i Kostarykę aż po Panamę. W Gwatemali został zarejestrowany w departamentach Alta Verapaz, Chiquimula, Escuintla, Gwatemala, Jalapa, Quetzaltenango, Retalhuleu, San Marcos, Sololá oraz Suchitepéquez. Został zaobserwowany między innymi na takich obszarach chronionych jak Park Narodowy Volcán Arenal, Park Narodowy Rincón de la Vieja oraz w rezerwacie biosfery La Amistad. Ponadto uprawiany jest w kolekcjach, między innymi w arboretach Pouyouleix we Francji i Hackfalls w Nowej Zelandii, a także w ogrodach w Wielkiej Brytanii – Kew Gardens, Chevithorne Barton czy The Sir Harold Hillier Gardens.

## Morfologia
PokrójZimozielone drzewo dorastające do 10–25 m wysokości. Kora jest gładka, ma jasnobrązową barwę, pokryta jest płaskimi łuskami. Pień osiąga 30–50 cm średnicy. Pędy mają grubość 1–2 mm, są owłosione w różnym stopniu, pokryte bladoszarymi plamkami. Pąki mogą być zarówno bezwłose, jak i owłosione, mają prawie kulisty kształt, mierzą 2–3 mm długości. Przylistki dorastają do 4–7 mm długości, są jedwabiste, mogą być zarówno trwałe, jak i szybko opadające.
LiścieMają kształt od lancetowatego do eliptycznie lancetowatego. Mierzą 11–20 cm długości oraz 2,5–5 cm szerokości. Są skórzaste, błyszczące, prawie bezwłose. Mają barwę od zielonej do szarozielonej lub żółtawozielonej. Nasada liścia jest zaokrąglona. Blaszka liściowa jest całobrzega lub ząbkowana o wierzchołku od ostrego do ogoniastego. Ogonek liściowy jest nagi i dorasta do 2–25 mm długości.
KwiatyZebrane po kilka w kwiatostany. Kwiaty męskie mierzą 4–6 cm długości, natomiast kwiaty żeńskie osiągają 1–2 cm długości.
OwoceŻołędzie o jajowatym kształcie. Dorastają do 25–40 mm długości i 18–23 mm średnicy. Mają jasnobrązową barwę. Osadzone na krótkich szypułkach. Zamknięte w 25–35% w półkolistych kupulach mierzących 14–18 mm długości i 20–30 mm średnicy. Dojrzewają po okresie jednego roku.

## Biologia i ekologia
Rośnie w lasach. Występuje na wysokości od 1200 do 1500 m n.p.m., a według innych źródeł na wysokości od 700 do 2400 m n.p.m. Kwitnie od grudnia do kwietnia, natomiast owoce dojrzewają od lipca do września.